# Блежой (комуна)
Блежой (рум. Blejoi) — комуна у повіті Прахова в Румунії. До складу комуни входять такі села (дані про населення за 2002 рік):
- Блежой (3576 осіб) — адміністративний центр комуни
- Плоєштіорі (2766 осіб)
- Цинцерень (1580 осіб)

Комуна розташована на відстані 62 км на північ від Бухареста, 6 км на північ від Плоєшті, 80 км на південний схід від Брашова.

## Населення
За даними перепису населення 2002 року у комуні проживали 7922 особи.
Національний склад населення комуни:
| Національність | Кількість осіб | Відсоток |
| -------------- | -------------- | -------- |
| румуни         | 7796           | 98,4%    |
| цигани         | 117            | 1,5%     |
| угорці         | 6              | 0,1%     |
| німці          | 2              | < 0,1%   |

Рідною мовою назвали:
| Мова      | Кількість осіб | Відсоток |
| --------- | -------------- | -------- |
| румунська | 7823           | 98,8%    |
| циганська | 71             | 0,9%     |
| угорська  | 27             | 0,3%     |

Склад населення комуни за віросповіданням:
| Релігія                                       | Кількість осіб | Відсоток |
| --------------------------------------------- | -------------- | -------- |
| православні                                   | 7508           | 94,8%    |
| бретрени                                      | 291            | 3,7%     |
| п'ятдесятники                                 | 59             | 0,7%     |
| лютерани                                      | 34             | 0,4%     |
| адвентисти                                    | 15             | 0,2%     |
| баптисти                                      | 8              | 0,1%     |
| римо-католики                                 | 2              | < 0,1%   |
| атеїсти                                       | 2              | < 0,1%   |
| мусульмани                                    | 1              | < 0,1%   |
| лютерани (Синодально-пресвітеріанська церква) | 1              | < 0,1%   |
| не вказали релігію                            | 1              | < 0,1%   |

## Відомі особистості
У комуні народився:
- Джео Богза (1908—1993) — румунський письменник і публіцист.